# 詭辯
诡辩, 也称为诡辩术，可以表达为着两种截然不同的定义：在现代，诡辩是一个用于欺骗别人的混淆或不合逻辑的论点，也就是外表上、形式上好像是运用正确的推理手段，实际上违反逻辑规律，做出似是而非的推理。在古希腊，诡辩士（Sophist）们是一群哲学和修辞学的教师，以挣钱为目的。亚里士多德在《辨谬篇》的第二章提到：“诡辩者的艺术式只有智慧的表象，没有真实的智慧，诡辩者是通过看起来有智慧但不真有智慧的方式来赚钱的人”。
诡辩（Sophism）一词源出希臘語：。诡辩这一学派与苏格拉底及柏拉图同时。柏拉图曾多次指责诡辩家们爲“恶人”。他们中很多为了自己利益而不遵从清晰原则。他们欲以授业来赚钱，看重特权及名声，善于修辞。他们中最具影响力的是色雷斯的普罗泰戈拉。

## 诡辩术与辩证法的区分
诡辩术(Sophistry)与辩证法(Dialectics)有相似和不同之处：
- 相似处：辩证法[5]，针对已经给出的论证，从普遍接受前提出发的，推理出与已给定论的矛盾。诡辩术也是如此[6]。
- 不同之处：诡辩术在主观方面以欺骗为目的[1]，客观上在论证中故意引入违背逻辑的谬论（Fallacy），做出有欺骗性的似是而非的推理和论证。 而辩证法主观方面没有以欺骗为目的，客观上尽力避免违背逻辑的谬论（Fallacy）。

将诡辩装扮成辩证法的情况,在生活中无处不在, 以至于有时有关社区会觉得这些诡辩是辩证法。 人们公正和正义感因此被侵蚀， 没有意识到这种做法带来的负面影响
。

## 相關
- 诡辩士
- 辨谬篇
- 怪論
- 詭辯學派
- 宗教
- 神學
- 神祕主義
- 形而上學
- 悖論
- 抬杠